# Хубецов, Руслан Исидорович
Русла́н Иси́дорович Хубе́цов (8 марта 1973) — советский и российский футболист, вратарь.

## Карьера

### Клубная
Профессиональную карьеру начинал в 1990 году у элистинском «Уралане», однако вскоре перешёл во владикавказский «Спартак», но первые два года сидел на скамейке запасных. В 1995 году перешёл в другой владикавказский клуб — «Автодор». В 1997 году играл в анапском «Спартаке», в 1999 — в «Витязе» Крымск. 2000 год начинал в «Реформации» Абакан, но после того как клуб был снят с первенства, перешёл в «Динамо-Машиностроитель» Киров. Завершал профессиональную карьеру в «Витязе».
5 июля 1993 года в матче Кубка России против грозненского «Терека» пропустил 5 мячей, но несмотря на это владикавказцы добились победы со счётом 6:5. 26 марта 1994 в выездном матче против «КАМАЗа» вместе с Зауром Хаповым стал «соучастником» первого в России пента-трика, исполненного Виктором Панченко.

### Тренерская
После окончания футбольной карьеры в 2005 году стал одним из тренером «Автодора». В 2010 году стал администратором в команде-новичке Второго дивизиона «Беслан-ФАЮР». В сезоне-2013/14 — на аналогичной должности в команде «Алания-Д», в сезонах-2014/15 и 2015/16 — в «Алании».